# Cuphodes lechriotoma
Cuphodes lechriotoma là một loài bướm đêm thuộc họ Gracillariidae. Nó được tìm thấy ở Queensland.